# Bloodborne
Bloodborne (ブラッドボーン Buraddobōn?) es un videojuego de rol de acción dirigido por Hidetaka Miyazaki, desarrollado por From Software y distribuido por JapanStudio y Sony Computer Entertainment para la plataforma de PlayStation 4. El videojuego sigue las acciones del personaje del jugador, el Cazador, a través de Yharnam, una ciudad ficticia de estilo victoriano, cuyos habitantes han sido afectados con una enfermedad de transmisión sanguínea anormal. Al despertar en Yharnam durante la noche de «la caza» tras recibir un tratamiento de la conocida «sangre milagrosa», el Cazador busca algo conocido solo como paleblood ("sangre pálida" en español) para terminar la cacería.
El videojuego cuenta con una vista en tercera persona y su jugabilidad se enfoca en el combate basado en armas y la exploración. Los jugadores luchan contra enemigos bestiales, entre ellos jefes, usando elementos tales como armas blancas y de fuego, viajando a través de la historia, explorando las diferentes áreas del videojuego, interaccionando con los PnJs, además de descubrir y desentrañar los numerosos misterios de ese mundo.
Fue anunciado oficialmente en el evento Electronic Entertainment Expo 2014 de Sony el 9 de junio de 2014, siendo publicado finalmente de manera internacional a finales de marzo de 2015 recibiendo aclamación de la crítica especializada. Muchos críticos aplaudieron la atmósfera y aspecto visual del videojuego, su diseño de mundo interconectado, el diseño de los personajes, en particular el de los enemigos, el desafiante juego de ritmo rápido, la historia intrigante y la banda sonora, que algunos incluso promocionan como «gloriosa». Inconvenientes iniciales de frame rate y extensos tiempos de carga, sin embargo causaron que el videojuego generara algunas críticas. En abril de 2015, el videojuego había vendido más de un millón de copias.
El 24 de noviembre de 2015 se lanzó una expansión en formato digital titulada The Old Hunters, que añadía nuevas áreas, enemigos, armas y jefes, además de expandir la historia del juego. El 3 de diciembre de ese mismo año se lanzó una edición física que incluía este DLC junto con el juego base.
Ha sido condecorado con el Premio de Excelencia (compartido con otros 14 títulos), otorgado por la revista Famitsū de la distribuidora Enterbrain a aquellos videojuegos lanzados en Japón entre el 1 de enero y el 31 de diciembre de 2015.

## Jugabilidad
Bloodborne presenta elementos de RPG-acción en tercera persona y primera persona, similar a los anteriores videojuegos dirigidos por Hidetaka Miyazaki, Demon's Souls y Dark Souls. Los controles son un tanto peculiares a diferencia con otros títulos similares, como Diablo III. Los jugadores trazan su camino a través de diferentes lugares mientras luchan contra enemigos variados incluyendo jefes, recolectan diferentes tipos de objetos útiles que tienen varios usos posibles, interaccionan con PnJs, abren nuevos atajos y continúan a través de la historia del argumento. El combate requiere un ritmo acelerado y necesita de un enfoque ofensivo con el fin de que los jugadores puedan combatir contra las densas hordas de enemigos. El personaje del jugador es ágil y es capaz de realizar extensivos ataques de embestidas alrededor de los enemigos mientras utiliza la característica lock on. El nuevo estilo de juego «riesgo-versus-recompensa» se enfatiza a través del sistema de recuperación de vitalidad de Bloodborne, que le permite al jugador, dentro de un pequeño espacio de tiempo específico, recuperar partes de la vitalidad perdida contraatacando a los atacantes del jugador.
Los jugadores pueden regresar a una zona segura, conocida como Sueño del Cazador, por medio de unas lámparas específicas repartidas por todos los niveles. Al hacerlo se regenera su barra de vitalidad, pero repoblara de monstruos los niveles del videojuego. Estas lámparas también sirven como puntos de control (checkpoints) del videojuego; el jugador volverá a la última lámpara activada cuando su personaje muera. El Sueño del Cazador ofrece al jugador algunas de las características básicas del videojuego. Los jugadores pueden comprar artículos útiles, tales como prendas de vestir de los Mensajeros usando Ecos de Sangre o Insight, subir de nivel su personaje al hablar con la muñeca, o actualizar sus armas en el taller.
La mayoría de las armas cuerpo a cuerpo, llamadas Trick Weapons, pueden transformarse en dos estados alternos; cada estado fomenta un enfoque diferente para el combate. El arma Cuchilla Dentada, por ejemplo, en su estado inicial puede blandirse con una sola mano y ser utilizada para despachar rápidamente enemigos en áreas estrechas, pero cuando se transforma en su estado secundario, se convierte en una hoja extendida para dos manos más adecuada para el control de multitudes (la cuchilla dentada se puede usar solo a una mano tanto en su versión corta como en la extendida, otras armas como el hacha de cazador no). El jugador también puede empuñar un arma de fuego en la mano izquierda, que se puede utilizar para aturdir a los enemigos, que entonces puede continuarse con un ataque crítico de rango cercano. Otras armas incluyen una antorcha, un cañón, un escudo de madera, un martillo, una espada, un arma de fuego de dos manos y un hacha.
De manera similar que en el videojuego Dark Souls, los enemigos dejan caer puntos de experiencia en la forma de Ecos de Sangre. Si el personaje del jugador llegara a morir, sus Ecos de Sangre se perderán en el lugar específico de su muerte. Si fuera capaz de regresar a ese punto nuevamente, pueden recuperarlos. Sin embargo, si el jugador muere por segunda vez en su trayecto para recuperar sus Ecos de Sangre perdidos, estos se perderán para siempre. Los Ecos de Sangre también pueden ser capturados por un adversario, normalmente identificado por sus ojos azules resplandecientes. Derrotar a este adversario devolverá los Ecos de Sangre perdidos. Si ningún adversario sostiene los Ecos de Sangre, estarán en el suelo cerca de la ubicación de la muerte del personaje del jugador. Insight es una forma secundaria de divisas; que se puede gastar para comprar artículos y dependiendo del nivel de Insight del jugador, el mundo cambiara de muchas maneras diferentes. Cuando el jugador llega a un nivel específico de Insight, algunos PnJs o enemigos podrían ya no estar presentes, el personaje del jugador podría empezar a escuchar diferentes sonidos (como un bebé llorando y susurros misteriosos), o los patrones de ataque de los enemigos pueden cambiar. Insight puede adquirirse al encontrar y derrotar a los jefes o al usar objetos que otorguen Insight.
Cuando los enemigos son derrotados, también dejan caer elementos útiles para el jugador, como Viales de Sangre que son utilizados como pociones curativas, y Balas de Mercurio, las municiones genéricas para las armas de fuego disponibles. Los jugadores también pueden sacrificar parte de su vitalidad para crear Balas de Sangre para su armamento a distancia. Los elementos ocultos en el entorno por lo general requieren que el jugador se dirija por un camino diferente al que estaba transitando inicialmente. Otros artículos que el jugador puede encontrar incluyen Coldblood Dew, que otorga al jugador Ecos de Sangre, Antídoto, que se utiliza cuando el jugador ha sido envenenado, Madman's Knowledge, que otorga al jugador Insight, e insignias Hunter, un elemento que permite al jugador comprar más artículos en el Sueño del Cazador. El jugador puede equipar Gemas de Sangre, Fragmentos de Sangre, o Runas Caryll que, cuando son descubiertas, le otorgan a las armas del jugador o al propio jugador bonos específicos. Por ejemplo, una Runa Caryll pueden reducir la cantidad total de vigor que consume el jugador.
El aspecto multijugador también está presente. Al gastar un artículo consumible, los jugadores pueden convocar a otros jugadores, para que ayuden en batallas contra jefes o grandes grupos de enemigos. Esto también deja al jugador vulnerable a las invasiones, en las cuales otro jugador puede invadir el mundo del juego de la víctima y tratar de matarle, a menos que el jugador puede encontrar y derrotar a un PnJ especial antes de que invada un jugador enemigo. Las convocaciones multijugador también están limitadas por la proximidad; los jugadores solo pueden ser convocados a una distancia específica entre cada uno de los otros, por lo general cerca de las entradas hacia las batallas contra jefes, para evitar que los jugadores sean convocados demasiado lejos para ser de alguna ayuda. Además, los jugadores solo pueden convocar a otros jugadores que tengan un nivel cercano al de ellos mismos, para así evitar que el videojuego sea demasiado difícil o demasiado fácil, para algunos de los jugadores.
Una de las novedades que difiere de los videojuegos Souls anteriores son los Chalice Dungeons. Estos son calabozos generados de manera aleatoria que varían en dimensión y dificultad, los cuales pueden ser reformados mediante la realización de un ritual con un cáliz en el Sueño del Cazador. Los Chalice Dungeons son opcionales que proporcionan al jugador artículos y equipos adicionales. Su jugabilidad es muy similar a la historia principal en que contiene diversas zonas y enemigos que el jugador atraviesa para completar el calabozo. Cada Chalice Dungeons contiene varios jefes que el jugador debe derrotar para progresar a través de los niveles del calabozo. Clases especiales de cofres saqueables que no se encuentran en la historia principal también están ocultos a través de estos calabozos. En los Chalice Dungeons, al igual que la historia principal, se puede jugar solo o en cooperación con otros jugadores.

## Argumento
El juego tiene lugar en la ciudad gótica decrépita de Yharnam, conocida por sus avances médicos basados en el uso de la sangre como principal elemento. Con los años, muchos peregrinos viajaron a la ciudad en busca del remedio para curar sus aflicciones. El jugador, por razones desconocidas, emprende el viaje a Yharnam buscando una poderosa sangre conocida como «Sangre pálida» que más tarde descubriremos, proviene de unos seres adorados como dioses apodados los grandes, cuyo diseño parece inspirado en las criaturas del escritor H. P. Lovecraft. Una vez en Yharnam, descubrimos que la ciudad está infestada por una enfermedad endémica que ha transformado a la mayoría de sus ciudadanos en criaturas bestiales y ulcerosas. Deberemos recorrer las calles de Yharnam y sobrevivir a las emboscadas de unos habitantes violentamente trastornados y sus criaturas monstruosas.
Poco después de su llegada a Yharnam, una vez fallece el personaje del jugador, este se encuentra con un reino espectral llamado Sueño del Cazador, que actúa como un santuario y taller. El jugador se encuentra con dos entidades: Gehrman, un hombre anciano en silla de ruedas que ofrece asesoramiento a los Cazadores; y La Muñeca, una muñeca de tamaño natural, viva, que ayuda al jugador a subir de nivel. Gehrman informa al jugador que a fin de obtener la sangre que busca, tienen que cazar a los diferentes monstruos que asolan Yharnam, para destruir esta pesadilla y así evitar que la oscuridad invada los sueños.
La expansión The Old Hunters, cuyo contenido solo es desbloqueable tras vencer al jefe del Distrito de la Catedral, introduce al jugador en la Pesadilla del Cazador, una dimensión creada por los Grandes para atrapar a cualquier cazador embriagado por la sangre y la muerte violenta. A medida que el Cazador explora este mundo distorsionado, descubre los oscuros secretos que Byrgenwerth y la Iglesia de la Sanación ocasionaron sobre la población de una pequeña aldea de pescadores que arropó el cuerpo sin vida de la entidad cósmica conocida como Kos.

## Desarrollo
El desarrollo de Bloodborne comenzó como se estaba terminando el desarrollo de la edición Prepare to Die del videojuego Dark Souls, publicada en agosto de 2012. Sony se aproximó a From Software con respecto al desarrollo de un título nuevo en cooperación, y el director Hidetaka Miyazaki preguntó sobre la posibilidad de desarrollar un videojuego para las videoconsolas de octava generación. El concepto de Bloodborne se desarrolló a partir de allí. No hubo ninguna conexión con los anteriores títulos de From Software, aunque Miyazaki admitió que «lleva el ADN de Dark Souls y su altamente específico diseño de niveles». El desarrollo corrió en paralelo al del videojuego Dark Souls II.
El entorno gótico-victoriano del videojuego fue inspirado en parte por la novela Drácula, y la arquitectura de los lugares en Rumania y la República Checa. Miyazaki disfrutó de las novelas de Lovecraft y Drácula, aplicado esas mismas temáticas y ambientación en el videojuego. Miyazaki había querido crear un videojuego ambientado en una era como la de esas novelas, pero quería que todo fuera lo más detallado que fuera posible, presintiendo que un videojuego semejante solo sería posible con el hardware de las videoconsolas de octava generación. Esta necesidad de hardware superior, y el hecho de que la PlayStation 4 fue presentada a la empresa en primer lugar, fue la razón por la cual el videojuego fue una exclusividad únicamente para esta, en lugar tener una publicación inter-generacional. El frame rate objetivo de los desarrolladores para este título fue de 30 fotogramas por segundo, debido a sus opciones de diseño realizadas para el videojuego.
Los detalles de la historia argumental eran más abundantes que en los videojuegos de la serie Soul, aunque el equipo creó un misterio más grande en el corazón de la historia para compensar esto. El equipo no quería elevar todavía más alto el nivel de dificultad que sus videojuegos anteriores, ya que consideraban habría hecho al videojuego «casi injugable para cualquiera». Para equilibrar esto, el equipo creó un sistema de combate más agresivo centrado en ambas acción y estrategia. También querían alterar las penalizaciones al morir utilizadas en los videojuegos de la serie Souls, porque no querían que el videojuego fuera clasificado como orientado únicamente para los jugadores hardcore. Una de las decisiones más difíciles que el equipo enfrentó fue la introducción de pistolas como armas disponibles. Debido a que encajaría bien en la ambientación del videojuego, y que por consiguiente, sería menos precisa que los modelos más modernos, finalmente se optó que las pistolas fueran incluidas. Además las armaduras no estuvieron incluidas, ya que se consideró que sería un característica que entraría en conflicto con la ambientación del videojuego.
Capturas de pantalla del videojuego se filtraron en internet durante las semanas antes de su anunció oficial, bajo el título de Project Beast. Muchos creyeron en el momento en que la fuga podría estar conectada al videojuego Dark Souls. Sin embargo, Miyazaki indicó más adelante que Bloodborne nunca se consideró que fuera Dark Souls II, debido a que Sony Computer Entertainment deseaba una nueva IP para su PlayStation 4.

## Venta y distribución
Bloodborne fue anunciado durante una rueda de prensa en el evento Sony Electronic Entertainment Expo 2014 el día 9 de junio de 2014, donde se presentó un tráiler de promoción. En enero de 2015, Bloodborne se convirtió en el videojuego más esperado por los lectores de la revista Game Informer para el año 2015.
Una Edición de Coleccionista limitada fue publicada junto con el videojuego. Incluye una carcasa metálica, un artbook de tapa dura, y una copia digital de la banda sonora del videojuego. La versión Nightmare Edition exclusiva europea, incluye elementos físicos tales como una pluma y un tintero, así como todos los elementos de la edición de coleccionista. Una edición asiática incluye un abrecartas Kirkhammer. Una versión en conjunto para PlayStation 4 también está disponible en las regiones de Asia.
Se grabó una canción para la promoción de Bloodborne por el sello discográfico The Hit House con Ruby Friedman para el tráiler de promoción y TV spot del videojuego, titulada "Hunt You Down", escrita por Scott Miller y William Hunt, y grabada por Wyn Davis en Los Ángeles y en Word of Mouth Recording Studios en Nueva Orleans.
Sony Dinamarca se unió a la organización danesa Givblood, con el fin de fomentar las donaciones de sangre a través de un programa en el que los donadores que realizaron donaciones el día 23 de marzo de 2015, recibirían una copia de Bloodborne como regalo.
El 21 de mayo de 2015, Shuhei Yoshida, presidente de Sony Computer Entertainment, anunció que una expansión del videojuego ya se encontraba actualmente en desarrollo.

## Recepción

### Crítica
Bloodborne recibió elogios de la crítica tras su publicación. Obtuvo una puntuación acumulada de 92/100 en Metacritic basada en 100 revisiones.
Daniel Tack de Game Informer le dio al videojuego una puntuación 9,75/10, alabando la atmósfera inquietante del videojuego y las representaciones visuales estéticas, que manifestó «habían traído el horror a la vida». También elogió su juego desafiante, que comparó con los videojuegos de la serie Souls, así como su historia íntimamente realizada, de alta valor de re-jugabilidad, combate deliberadamente con ritmo acelerado y gratificante, narración adecuadamente escasa y una personalización de armas satisfactoria. También estuvo impresionado por las batallas contra jefes bien elaboradas, diseño único de enemigos y la banda sonora. Elogió También el modo multijugador para extender la longevidad de juego y que le permitiera a los jugadores que puedan aprender y adaptarse a lo largo de un playthrough. Resumió la crítica diciendo que «Si bien esta nueva IP no se aleja mucho de la franquicia Souls establecida, es un trabajo mágico, maravilloso que infunde admirablemente tanto terror y triunfo en aquellos lo suficientemente valientes como para ahondar en este.»
Kevin VanOrd de GameSpot dio al videojuego una calificación de 9/10, alabando su historia con temática religiosa, enérgicas batallas de jefes, combate preciso para hacer divertidos los encuentros contra los enemigos, así como sus únicos entornos artísticos y variados. También elogió el diseño de sonido de los enemigos, la dificultad, que comparó con la del videojuego Dark Souls II, y las armas basadas en combate cuerpo a cuerpo aparecen en el videojuego por permitir su propia transformación durante la batalla. En cuanto a la parte Horror de supervivencia del videojuego, afirmó que ha realizado con éxito hacer que los jugadores se sintieran perturbados. El diseño inter-conectado del mundo en el videojuego también es elogiado por hacer gratificante el descubrimiento.
Escribiendo para GamesRadar, Ben Griffin le dio al videojuego una calificación de 4,5/5, alabando sus entornos detallados, visuales de estilo gótico, combate enriquecedor, desafíos frescos, los Chalice Dungeons aleatorios por extender la longitud de juego y el gratificante sistema de mejoras para el personaje. También le elogió por entregar una sensación de progresión y ofrecer a los jugadores la motivación para terminar el videojuego, así como la narración de «entrelazando con la geografía de Yarnham». Sin embargo, criticó el sistema de clases no-divergente del videojuego, así como la especialización, al declarar que «la falta de pociones ligeras, medias, pesadas, magia, milagros, piromancia y arquería desalienta la experimentación». También criticó al videojuego por siempre obligar a los jugadores a mejorar y almacenar armas solo en ciertas secciones.
Chris Carter de Destructoid le dio al videojuego una puntuación de 9/10. Mientras le llama como «el videojuego Souls más estable de hasta la fecha», elogió su énfasis en el combate cuerpo a cuerpo y la habilidad cruda, así como PnJs interesantes, las misiones secundarias y las interacciones presentes en el videojuego. Criticó como menos inspirador su entorno y diseño de ambiente, modalidad multijugador competitiva limitada, bajo valor de re-jugabilidad, así como el área ocasional bloqueada en el videojuego, afirmando «sentirse menos extenso y de menor re-jugabilidad» que las anteriores entregas de From Software. Resumió el videojuego diciendo que «Bloodborne es una interesante mezcla de todo lo que From Software ha aprendido a lo largo de su ilustre carrera sobre desarrollos. From Software sigue siendo uno de los muy pocos desarrolladores restantes que hacen que tengas que esforzarte para obtener satisfacción, y Bloodborne es condenadamente satisfactorio».
Nick Tan de Game Revolution le dio al videojuego una calificación de 8/10, criticando las opciones de mejoramiento restringidas y las armas de fuego poco confiables. También señaló que el videojuego sufrió de problemas de cámara y la modalidad lock on. Resumió la crítica diciendo que «Aunque no es tan refinado y de forma libre como algunos de sus predecesores, continúa en la tradición de larga data de Souls en dar crédito a los videojuegos desafiantes y hacer posible, además de francamente encomiable, la tarea aparentemente sisifica de vencer a monstruosidades malformadas despiadadas.»
Después de que Bloodborne recibiera fuertes críticas al momento de su publicación debido a sus severos tiempos de carga, FromSoftware anunció que estaba trabajando en un parche informático para solucionar el problema. Se publicó un parche abordando diversas cuestiones el día 1 de abril de 2015, aunque no el problema en los tiempos de carga. Sin embargo, el día 23 de abril de 2015, un nuevo parche fue publicado que logró reducir los tiempos de carga hasta 5-15 segundos entre otras correcciones.

### Ventas
Este videojuego vendió 152.567 copias físicas al por menor en la primera semana tras su publicación en Japón, ocupando el primer lugar en las listas de ventas de software japonés para esa semana en particular. Bloodborne debutó como el número dos en la tabla de ventas de software al por menor en el Reino Unido, solo por detrás del videojuego Battlefield Hardline por una cantidad de 22.500 unidades. En América del Norte, Bloodborne fue el segundo software más vendido en marzo, a pesar de haber sido publicado a finales del mes. Hasta el 5 de abril de 2015, este videojuego había vendido un millón de copias. Sony dijo que las ventas del videojuego superaron ampliamente sus expectativas.

### Premios
Bloodborne recibió el premio a Juego del año 2015 por parte de diferentes medios, como GameTrailers, Eurogamer, Destructoid y Edge, así como el premio a Juego del año de PlayStation 4 por IGN. Tambíén, fue nominado a 8 premios de los Golden Joystick Awards, incluyendo Juego del año, Juego del año PlayStation, Mejor juego original, Mejor multijugador, Mejor narrativa, Mejor diseño visual, Mejor audio, Mejor experiencia gaming. Edge lo calificó como el cuarto mejor juego de todos los tiempos.
| Premios                       | Categoría                                | Resultado | Referencia |
| ----------------------------- | ---------------------------------------- | --------- | ---------- |
| Golden Joystick Awards        | Mejor juego original                     | Ganador   | [ 82 ]     |
| Golden Joystick Awards        | Mejor narrativa                          | Nominado  | [ 82 ]     |
| Golden Joystick Awards        | Mejor diseño visual                      | Nominado  | [ 82 ]     |
| Golden Joystick Awards        | Mejor audio                              | Nominado  | [ 82 ]     |
| Golden Joystick Awards        | Mejor multijugador                       | Nominado  | [ 82 ]     |
| Golden Joystick Awards        | Mejor experiencia gaming                 | Nominado  | [ 82 ]     |
| Golden Joystick Awards        | Juego del año                            | Nominado  | [ 82 ]     |
| Golden Joystick Awards        | Juego del año PlayStation                | Ganador   | [ 82 ]     |
| The Game Awards               | Juego del año                            | Nominado  | [ 84 ]     |
| The Game Awards               | Mejor juego de rol                       | Nominado  | [ 84 ]     |
| The Game Awards               | Mejor dirección de arte                  | Nominado  | [ 84 ]     |
| D.I.C.E. Awards               | Juego del año                            | Nominado  | [ 85 ]     |
| D.I.C.E. Awards               | Juego del año de rol/multijugador masivo | Nominado  | [ 85 ]     |
| Game Developers Choice Awards | Juego del año                            | Nominado  | [ 86 ]     |
| Game Developers Choice Awards | Mejor diseño                             | Nominado  | [ 86 ]     |
| Game Developers Choice Awards | Mejor arte visual                        | Nominado  | [ 86 ]     |
| British Academy Game Awards   | Mejor diseño                             | Ganador   | [ 87 ]     |